# Вотложемское городище
Вотложемское (Вотлажемское) городище — оборонительная крепость XIV – XV веков. Находится в Котласском районе Архангельской области.
До упразднения уездно-губернского деления входило в состав Вотложемской волости Великоустюжского уезда Вологодской и Северо-Двинской губерний.

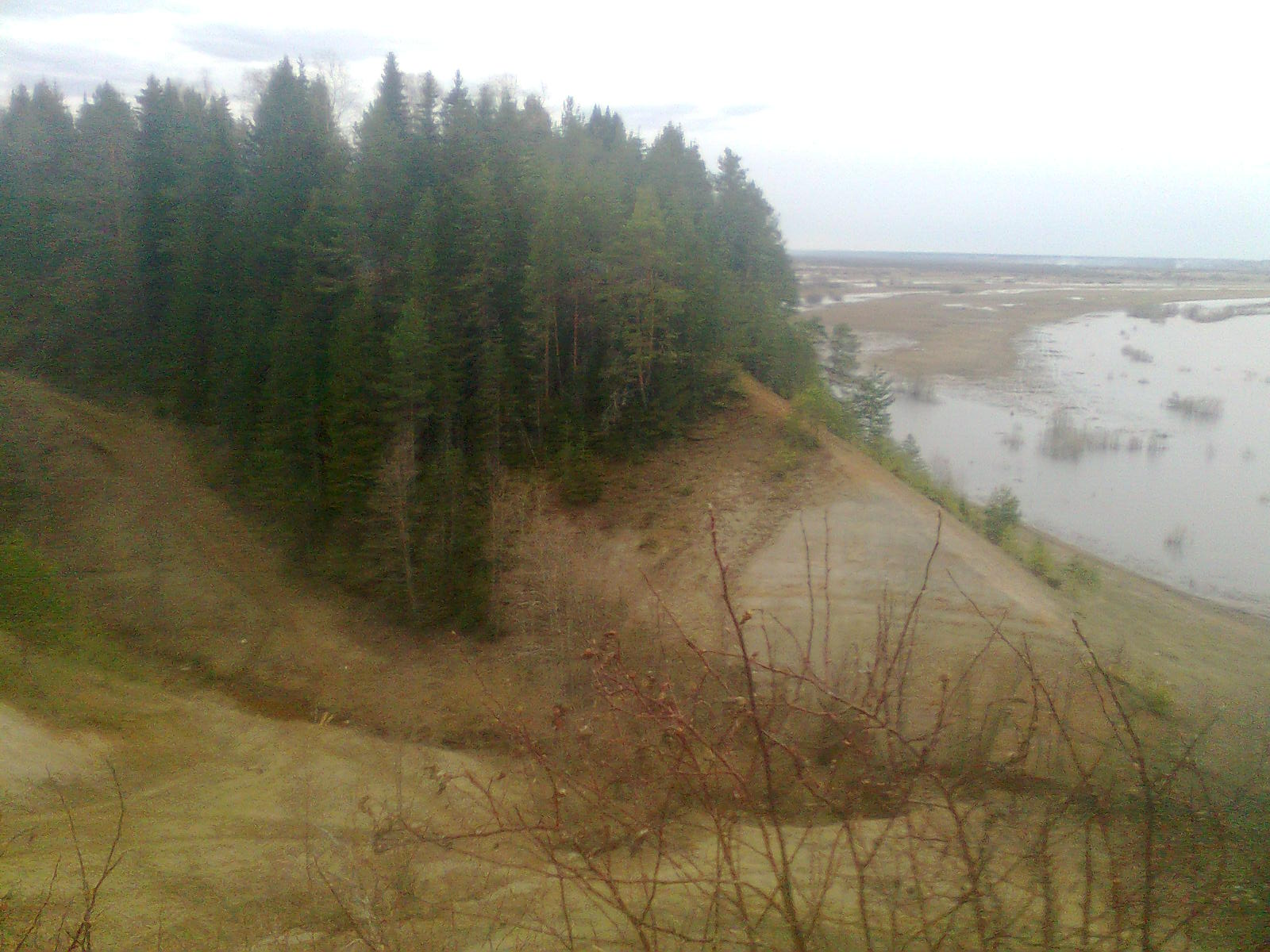
Вотлажма

## Местоположение
Находится в 16 километрах от города Котласа на правом берегу Северной Двины. Ныне поблизости от него стоит Городецкая Михаило-Архангельская церковь, а на месте бывшего укреплённого городка располагается современное кладбище. Городище было выстроено у края коренного берега на мысу, образованном оврагом, выходящим к пойменному протоку (Вотлажемской курье). С севера на запад подступы к нему надёжно прикрывались глубоким оврагом и неприступной кручей коренного берега. С открытых сторон, южной и восточной, он окружён высоким земляным валом и глубоким рвом.

## Первое упоминание
Городок Вотлажемский упоминается в письменных документах первой половины XVII века. Так, в 1620 году переписчик отмечает, что городок «огнил и обвалился». На это же обстоятельство указывает и письменный источник от 1623 года.

## Исследование
Археологические раскопки проводились О. В. Овсянниковым в 1960 году. Проведённые раскопки подтвердили то что укреплённый городок XVII века стоит на месте более древнего городища. Для окончательного и полного выяснения этого вопроса необходимо проведение стационарного археологического исследования городища. Но уже немногие материалы, добытые при разведке 1960 года, свидетельствуют, что самое древнее укрепление было основано русским населением в XIV—XV веках. Из шурфов извлечены предметы быта и охоты.
В этот период в Поморье возникает большое число небольших укреплённых городков в связи с борьбой за северные земли, развернувшейся между Московским князем и Великим Новгородом.